# Боако
Боако (на испански: Boaco) е един от 15-те департамента на Никарагуа. Боако е с население от 183 736 жители (по приблизителна оценка от юни 2019 г.) и обща площ от 4177 км². Боако е разделен на 6 общини. Столицата на департамента е едноименният град Боако.